# Biblioteca pública de Providence
La biblioteca pública de Providence de la ciudad de Providence, la capital del estado de Rhode Island (Estados Unidos), fue fundada en 1875. Su sede en 225 Washington Street se inauguró en 1900 y se construyó en un estilo renacentista con donaciones privadas, incluida una gran donación de John Nicholas Brown I, y se construyó una gran adición en 1954. Es diferente de otras bibliotecas de la ciudad porque está gobernada por un consejo de administración y financiada de forma privada pero atiende al público.
Recibió la Medalla Nacional por el Servicio de Museos y Bibliotecas en 2001, por su destacado servicio a su comunidad.

## Historia

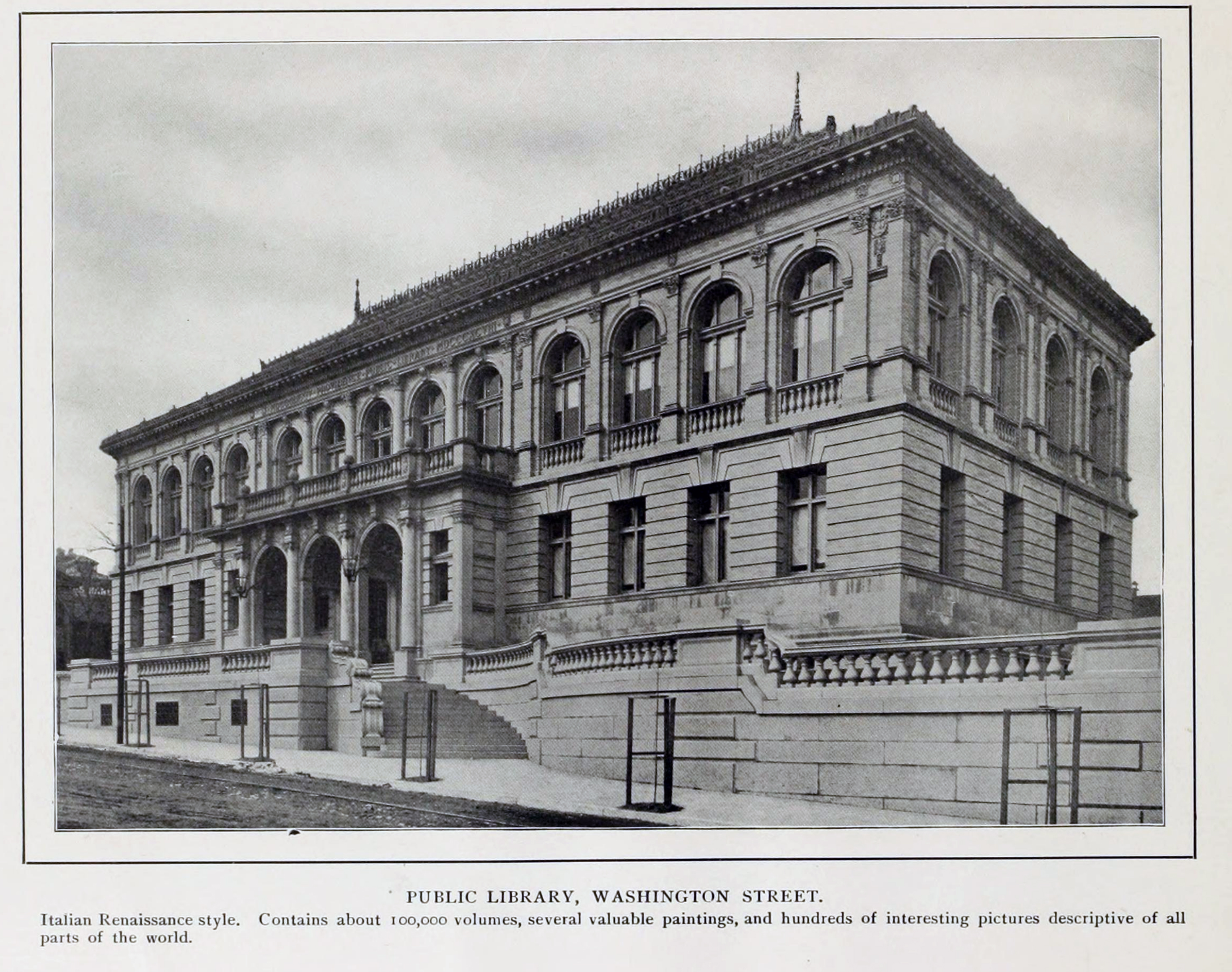
La fachada principal de la biblioteca en el año 1900

En junio de 1871, representantes de la Sociedad Franklin, la Sociedad de Rhode Island para el Fomento de la Industria Doméstica, el Liceo Franklin y la Asociación de Mecánicos y Fabricantes se reunieron para formar una Biblioteca Pública Gratuita, una Galería de Arte y un Museo de Historia Natural. combinando sus bibliotecas privadas. La biblioteca abrió por primera vez en febrero de 1878, en el segundo piso del Industrial National Bank Building en la actual Plaza Kennedy, y compró una ubicación en Snow Street, solo dos años después.
En 1896, la biblioteca inició la construcción de la ubicación actual en Washington Street, con una donación de 268 500 dólares de John Nicholas Brown I, pagando más de la mitad del costo final de 387 000 dólares. Brown murió solo seis semanas después de que la biblioteca abriera en marzo de 1900. Abriendo con 93 000 volúmenes, la colección ha crecido desde entonces a más de 1,4 millones.
La biblioteca comenzó la mayor renovación de la biblioteca en la historia del estado en 2019 a un costo de25 millones de dólares para renovar la adición de Empire Street que se construyó originalmente en 1954.

## Colecciones

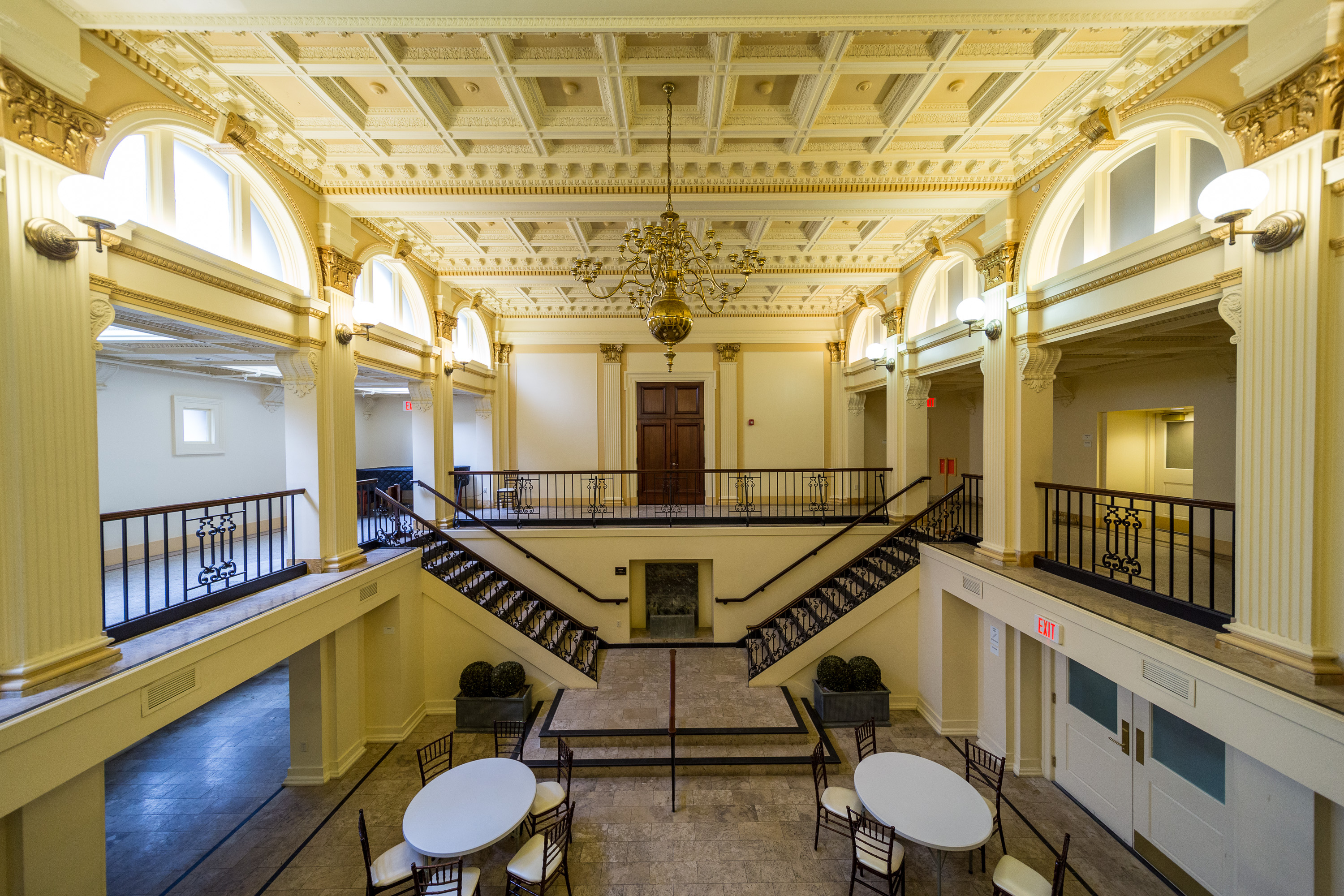
Interior de la biblioteca en 2019

La Biblioteca Pública de Providence alberga muchas colecciones especializadas que incluyen propaganda de la Primera y Segunda Guerra Mundial, cultura y literatura irlandesas, arte, arquitectura y más. La biblioteca también recopila activamente elementos históricos locales, como mapas, gráficos, periódicos, fotografías e historias familiares y vecinales directamente relacionadas con Providence y Rhode Island. Una extensa colección de artículos marítimos y de caza de ballenas incluye 800 libros de registro de viajes, 550 planos y dibujos técnicos, y 11 modelos de barcos a escala creados por Alfred S. Brownell, quien donó la colección en la década de 1950.
La Colección Caleb C. Harris sobre la Guerra Civil y la Esclavitud, adquirida en 1884, es la colección más grande de la biblioteca con más de 10 000 libros, folletos, manuscritos, efímeras y periódicos del siglo XVIII relacionados con la esclavitud. Los artículos incluyen una gran colección de traducciones de La cabaña del tío Tom y cartas escritas a casa por soldados de Rhode Island durante la Guerra de Secesión.
La Colección Updike de impresión comenzó en 1910, con el estímulo y la contribución de Daniel Berkeley Updike, el fundador de Merrymount Press. La colección ha crecido a más de 7500 volúmenes, 600 cartas, cientos de grabados y ejemplares tipográficos que datan del siglo XVI. La colección también contiene tres imprentas, punzones y un juego tipográfico.
Recientemente, como parte de las iniciativas para hacer que las colecciones locales sean más accesibles, los estudiantes y profesores de la Universidad Brown ayudaron a intercambiar ideas sobre nuevos enfoques para los archivos comunitarios. En un curso de Humanidades Públicas Digitales impartido por Jim McGrath, los estudiantes realizaron “trabajos de investigación y desarrollo que eran difíciles de encajar” en los horarios del equipo de Colecciones Especiales de la Biblioteca Pública de Providence. Mientras trabajaban también con la Colección Updike, los estudiantes se centraron en la Colección Lou Costa y la Colección AS220. La colección de Lou Costa consta de fotografías y documentos recopilados por Costa sobre su comunidad de Fox Point y los inmigrantes caboverdianos que viven allí. La Colección AS220 era “un vasto tesoro recién adquirido de registros institucionales, obras de arte y documentación del famoso centro comunitario de artes de Providence. Este proyecto apoyó el interés del PPL en los archivos comunitarios.